# جون هوبكينز كلارك
جون هوبكينز كلارك (بالإنجليزية: John Hopkins Clarke)‏ هو محامي وسياسي أمريكي، ولد في 1 أبريل 1789 في إليزابيث في الولايات المتحدة، وتوفي في 23 نوفمبر 1870 في بروفيدنس في الولايات المتحدة. حزبياً، نشط في حزب اليمين. وقد انتخب عضو مجلس الشيوخ الأمريكي.